# 福特角

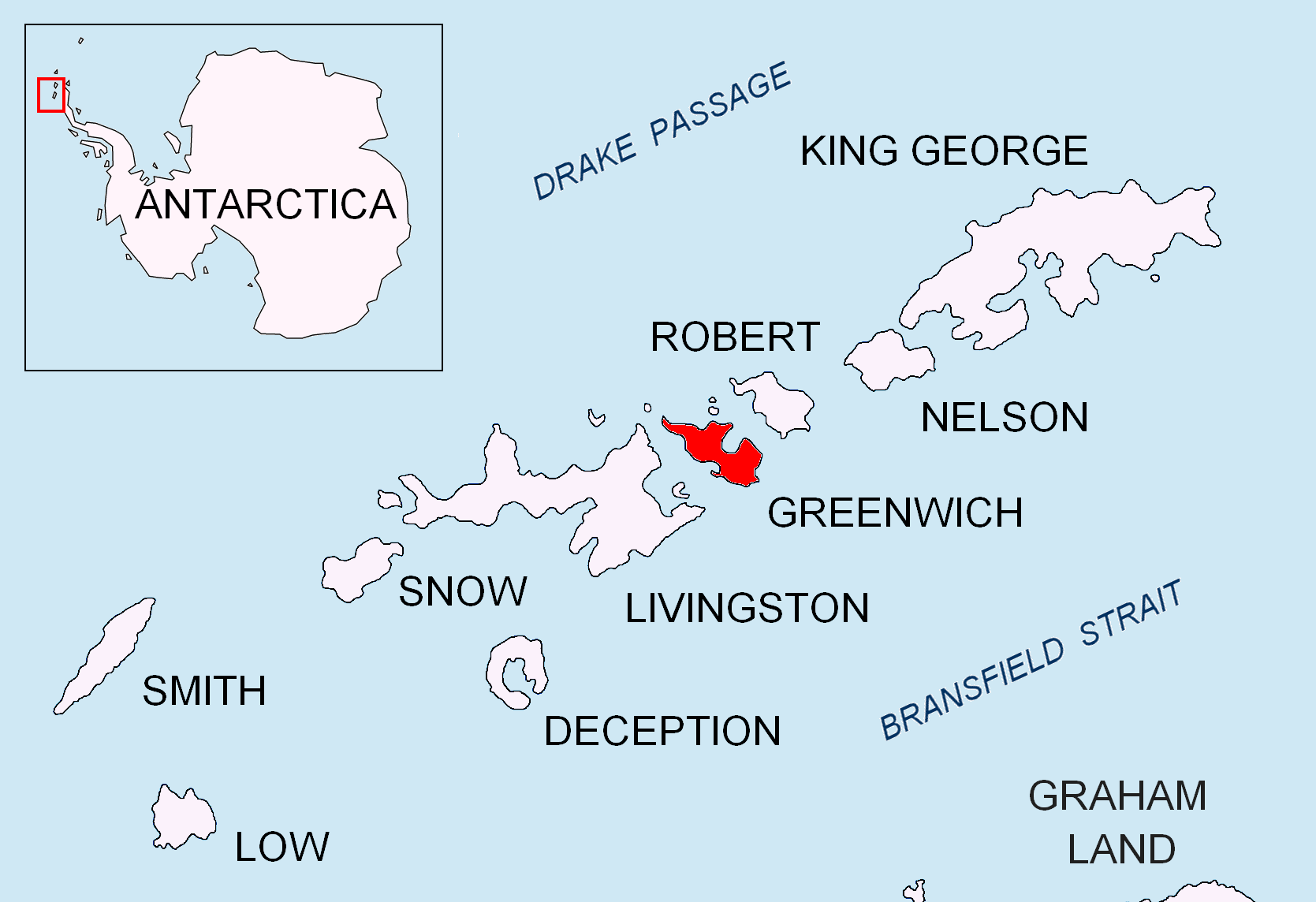

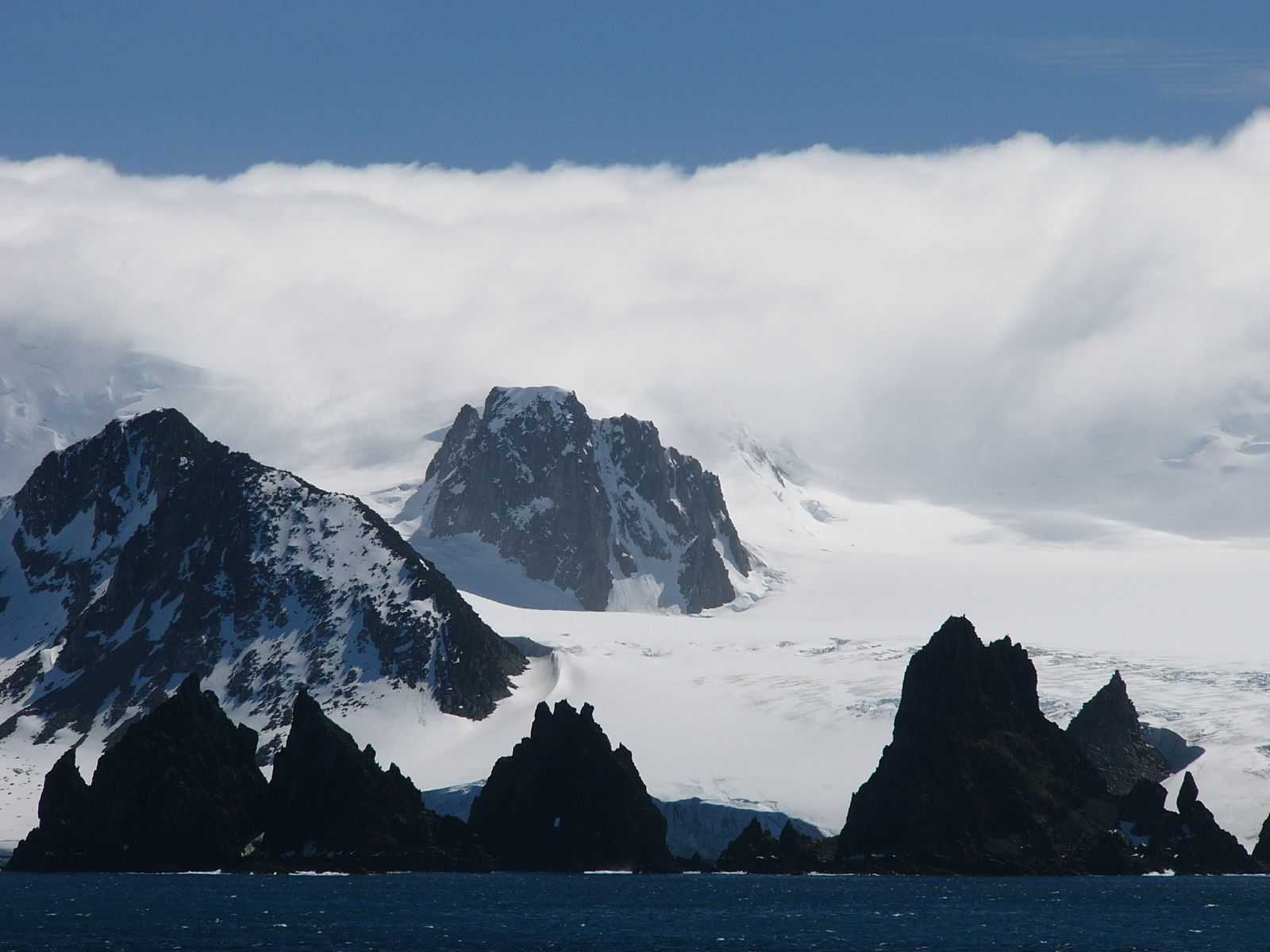

福特角（英語：Fort Point）是南極洲的海岬，位於南设得兰群岛中格林尼治島東南岸，海拔高度85米，處於薩托里烏斯角東北面4.56公里、基普里安峰以西1.62公里和聖克魯斯角西南面4.9公里。

## 外部連結
- SCAR Composite Antarctic Gazetteer（页面存档备份，存于）.